# Sazikinaïta-(Y)
La sazikinaïta-(Y) o sazykinaïta-(Y) és un mineral de la classe dels silicats. Rep el nom de Ludmila Sazikina (1934-), mineralogista i artista russa de la península de Kola, a Rússia.

## Característiques
La sazikinaïta-(Y) és un silicat de fórmula química Na₅YZr[SiO₃]₆·6H₂O. La seva duresa a l'escala de Mohs és 5.
Segons la classificació de Nickel-Strunz, la sazikinaïta-(Y) pertany a «09.DM - Inosilicats amb 6 cadenes senzilles periòdiques» juntament amb els següents minerals: stokesita, calciohilairita, hilairita, komkovita, pyatenkoïta-(Y), gaidonnayita, georgechaoïta, chkalovita, vlasovita, revdita, scheuchzerita i terskita.

## Formació i jaciments
Va ser descoberta al mont Koaixva, que es troba al massís de Khibini, al centre de la península de Kola (óblast de Múrmansk, Rússia). També ha estat descrita a la pedrera Poudrette, al Mont Saint-Hilaire de Montérégie (Quebec, Canadà). Es tracta dels dos únics indrets on ha estat descrita aquesta espècie mineral en tot el planeta.